# Chabuata inversa
Chabuata inversa là một loài bướm đêm trong họ Noctuidae.